# Estación de Seúl
La Estación de Seúl es una de las principales estaciones de trenes en Seúl, Corea del Sur. La estación da servicio a la línea Gyeongbu, su versión de alta velocidad y la línea Gyeongui, con servicios frecuentes de alta velocidad, expresos y locales hacia varios puntos en Corea del Sur.

## Servicios
La estación es la terminal principal para el KTX y servicios express a la Busán. La estación también cuenta con cerca de una docena de trenes al día de la línea Honam y su versión de alta velocidad hacia Gwangju y Mokpo. La estación solía ser la terminal para todos los trenes de larga distancia de las líneas Gyeongbu, Honam, Jeolla y Janghang, pero a principios de 2004 la terminal para la mayoría de trenes de las líneas Honam, Jeolla y Janghang fue trasladada a la estación de Yongsan.
Los trenes expreso AREX dan servicio al Aeropuerto Internacional de Gimpo y al Aeropuerto Internacional de Incheon. Este servicio empezó el 29 de diciembre de 2010.
El Metro de Seúl da servicio a la estación con la Línea 1 y Línea 2.